# Paulo Freire
Paulo Reglus Neves Freire (ur. 19 września 1921 w Recife, zm. 2 maja 1997 w São Paulo) – brazylijski pedagog, przedstawiciel radykalnej pedagogiki emancypacyjnej.

## Życiorys
Ukończył studia prawnicze, był też nauczycielem języka portugalskiego, jednocześnie działał jako prawnik związków zawodowych i prowadził wykłady o tematyce prawniczej. W latach pięćdziesiątych XX wieku zaangażowany był w ruchy społeczne i „demokratyczne budzenie się” rodaków, prowadząc badania oparte na bezpośrednich działaniach edukacyjnych wśród najbiedniejszej ludności północno-wschodniej Brazylii. Swoje programy nauki pisania i czytania oparł na metodzie jednoczesnego nauczania alfabetu i uświadomienia ludziom nędzy i wyzysku, w jakich żyją. Freire intensywnie studiował w tym okresie prace intelektualistów Karla Mannheima i Gabriela Marcela. Nawiązał kontakty ze środowiskiem Uniwersytetu Federalnego Pernambuco w Recife, dzięki czemu stworzył program alfebetyzacji dorosłych.
W 1963 opracowany przez niego Narodowy Program Alfabetyzacyjny przyniósł mu sławę. Jednak rok później puczyści przerwali eksperyment edukacyjny, gdyż program uznano za wywrotny i niebezpieczny dla starego porządku, po czym został wygnany ze swojego kraju. Następne lata spędził w Chile, Genewie oraz Gwinei, gdzie wspólnie z żoną kierował zespołem doradców edukacyjnych. Po szesnastu latach powrócił do ojczyzny. Mieszkając na stałe w San Paulo, pracował na uniwersytetach państwowym i katolickim. Od 1985 był honorowym przewodniczącym Międzynarodowego Stowarzyszenia Oświaty Dorosłych.
Credo swojego podejścia do „kolonialnej” organizacji życia społecznego wraz z towarzyszącą mu pedagogią emancypacji zawarł w Pedagogii uciśnionych. Freire jest autorem wielu dzieł, założył też międzynarodowy Institut d'Action Culturelle (IDAC) w Szwajcarii.

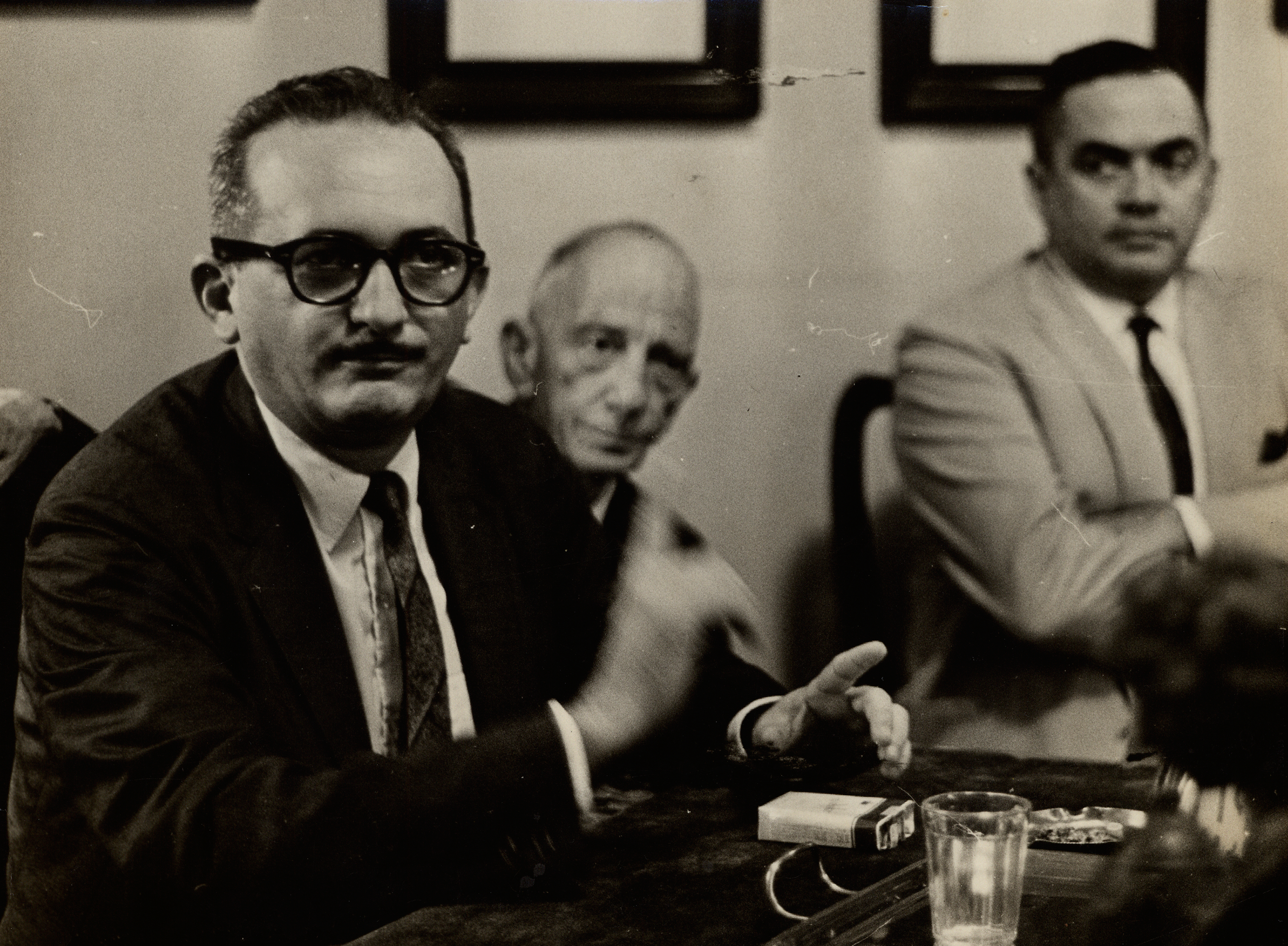
Paulo Freire, 1963.

Jego działalność to przykład radykalnej pedagogiki emancypacyjnej, niosącej jednoznaczny przekaz, że wyzwolenie jest możliwe, a jego niezbędnym narzędziem jest edukacja.
Freire przeciwstawia się edukacji bankowej, przelewaniu przez mądrego-z założenia-nauczyciela, do pustej-z założenia-głowy ucznia biernej wiedzy do zapamiętania i odtworzenia na życzenie nauczyciela. Taka edukacja bankowa jest stratą czasu i sił ucznia niż pomocą w rozkwicie jego potencjału.
Dla Freire prawdziwe wyzwolenie może dokonać się we wspólnocie, a wyzwolenie jednostkowe jest tylko jego konsekwencją. Edukacja wyzwalająca ma na celu wywołanie zmian organizacji społecznej, zniesienie klasy uciskającej i uciśnionej oraz stworzenie warunków do powstania zupełnie nowej struktury społecznej.
Paulo Freire przyczynił się do rozwoju filozofii edukacji, poprzez swoją teorię, która wywodzi się nie tylko od klasycznych filozofów, takich jak Platon, ale również od nowoczesnych marksistowskich i antykolonialistycznych myślicieli. W rzeczywistości, w wielu aspektach jego Pedagogika uciśnionych (1970), może być czytana jako rozwinięcie lub odpowiedzieć na Wyklęty lud ziemi (1961) Frantza Fanona. Fanon podkreślał potrzebę zapewnienia wykształcenia ludom tubylczym w nowoczesnym i antykolonialnym duchu, to znaczy takie, które by nie było tylko poszerzeniem wpływu kultury kolonizatora.
W 1986 został uhonorowany Nagrodą UNESCO za Wychowanie dla Pokoju. Otrzymał 41 doktoratów honorowych, w tym od Uniwersytetu w Cambridge, Uniwersytetu Oksfordzkiego i Uniwersytetu Yale. W 2011 pośmiertnie odznaczono go brazylijskim Orderem Zasługi Kulturalnej.